# Шишмаков, Иван Иванович
Иван Иванович Шишмаков (1926 — 2008) — советский передовик производства в чёрной металлургии. Депутат Верховного Совета СССР 6-го созыва (1962—1966). Герой Социалистического Труда (1971).

## Биография
Родился 8 июля 1926 года на территории Вологодской области в крестьянской семье.
В годы Великой Отечественной войны учился в школе фабрично-заводского обучения в городе Чусовой Молотовской области и одновременно работал по 8—12 часов у прокатного станка в цехах Чусовского металлургического завода.
И. И. Шишмаков по окончании учебы продолжил работу на Чусовском металлургическом заводе, работал — старшим вальцовщиком стана 1840 и возглавлял бригаду. Бригада руководимая И. И. Шишмаковым была на предприятии одной из лучших, неоднократно побеждала в заводских социалистических соревнованиях.
22 марта 1966 года Указом Президиума Верховного Совета СССР «за отличие в труде и по итогам семилетнего плана (1959-1965)»  И. И. Шишмаков был награждён Орденом Ленина.
30 марта 1971 года Указом Президиума Верховного Совета СССР «за выдающиеся успехи, достигнутые в выполнении заданий пятилетнего плана по развитию черной металлургии»  Иван Иванович Шишмаков был удостоен звания Героя Социалистического Труда с вручением Ордена Ленина и золотой медали «Серп и Молот».
Помимо основной деятельности И. И. Шишмаков в 1971 году был делегатом XXIV съезда КПСС. С 1962 по 1966 годы избирался депутатом Совета Союза депутатом Верховного Совета СССР 6-го созыва от Оренбургской области, членом ЦК профсоюза работников черной металлургии СССР.
Жил в городе Чусовой Пермского края. Умер 9 июля 2008 года.

## Награды
- Медаль «Серп и Молот» (30.03.1971)
- Орден Ленина (22.03.1966, 30.03.1971)
- Орден Знак Почёта (6.12.1957)
- Медаль «За трудовую доблесть» (24.02.1954)
- Медаль «За трудовое отличие» (5.05.1949)
- Медаль «За доблестный труд в Великой Отечественной войне 1941—1945 гг.» (1945)